# Seljord (localitate)
Seljord este o localitate din comuna Seljord, provincia Telemark, Norvegia, cu o suprafață de 2,16 km² și o populație de 1.375 locuitori (2013).